# Introitus

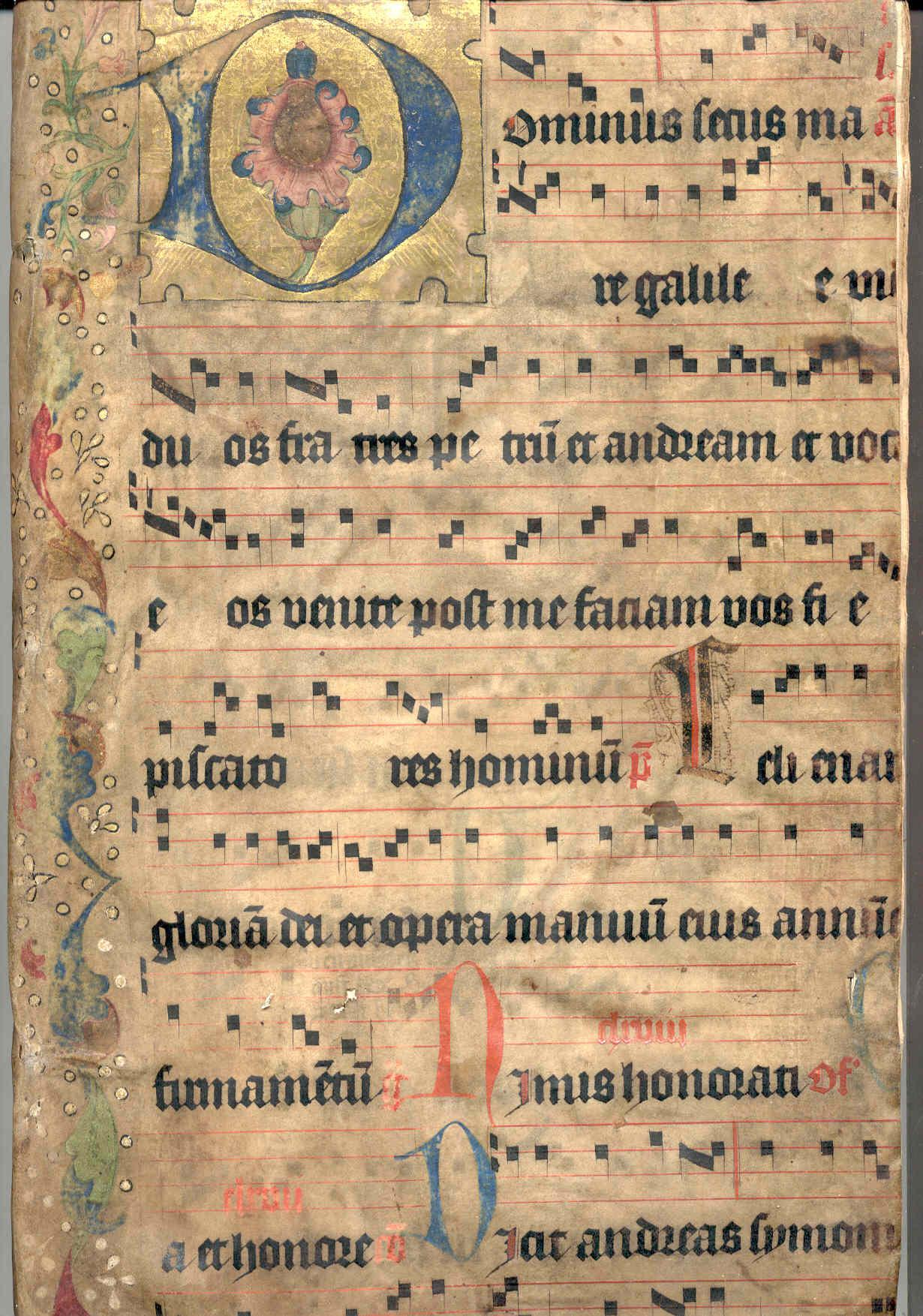
Introitus till Dominus secus mare. Från den tyska handskriften Hispanische Reise Beschreibung De Anno 1671.

Introitus (lat. "inträdande", "intåg") är den efter kyrkoåret växlande ingångssången i högmässan. En fullständig introitus utgörs av en antifon, psaltartext och Gloria Patri (Ära vare Fadern) som läses eller sjunges i början av gudstjänsten. Det är en del av Proprium, det vill säga den del som ändras under kyrkoåret.
I den katolska kyrkans romerska rit kallas Introitus antiphona ad introitum (Ingångsantifon), som i den text som gäller för varje mässa. Den kallas också cantus ad introitum (Ingångssång) som i Allmän introduktion till det romerska missalet (Institutio Generalis Missalis Romani) §47 och i den första romerska klosterorden (500- till 600-talet).   I de upplagor av det romerska missalet som gavs ut innan 1970-talet användes ordet Introitus, särskilt från ordets vanligaste betydelse (inträdande/intåg) genom sin stora anfangsbokstav. I ambrosiansk och beneventansk sång kallas Introitus motsvarighet "ingressa".
I den mozarabiska, kartusianska, dominikanska och karmelitiska riten kallas den "officium".

## Introitus i svensk lagstiftning
I Svenska Kyrkan kallas ibland ingångspsalmen till högmässan för introitus. Musiken vid introitus i högmässan var tidigare föremål för svensk lagstiftning, eftersom Svenska Kyrkan var statsreligion. Den sista lagändringen skedde 1949 och hette "Kungörelse angående alternativ musik för introitus vid högmässa".
Den upphävdes 1988 under den tidsperiod då separationen från staten debatterades som bäst.